# Campiglossa ornalibera
Campiglossa ornalibera este o specie de muște din genul Campiglossa, familia Tephritidae. A fost descrisă pentru prima dată de Wang în anul 1990. Conform Catalogue of Life specia Campiglossa ornalibera nu are subspecii cunoscute.